# Stazioni della metropolitana di San Pietroburgo
Questo è l'elenco, suddiviso per le cinque linee, delle stazioni in funzione sulla metropolitana di San Pietroburgo aggiornato a novembre 2013.

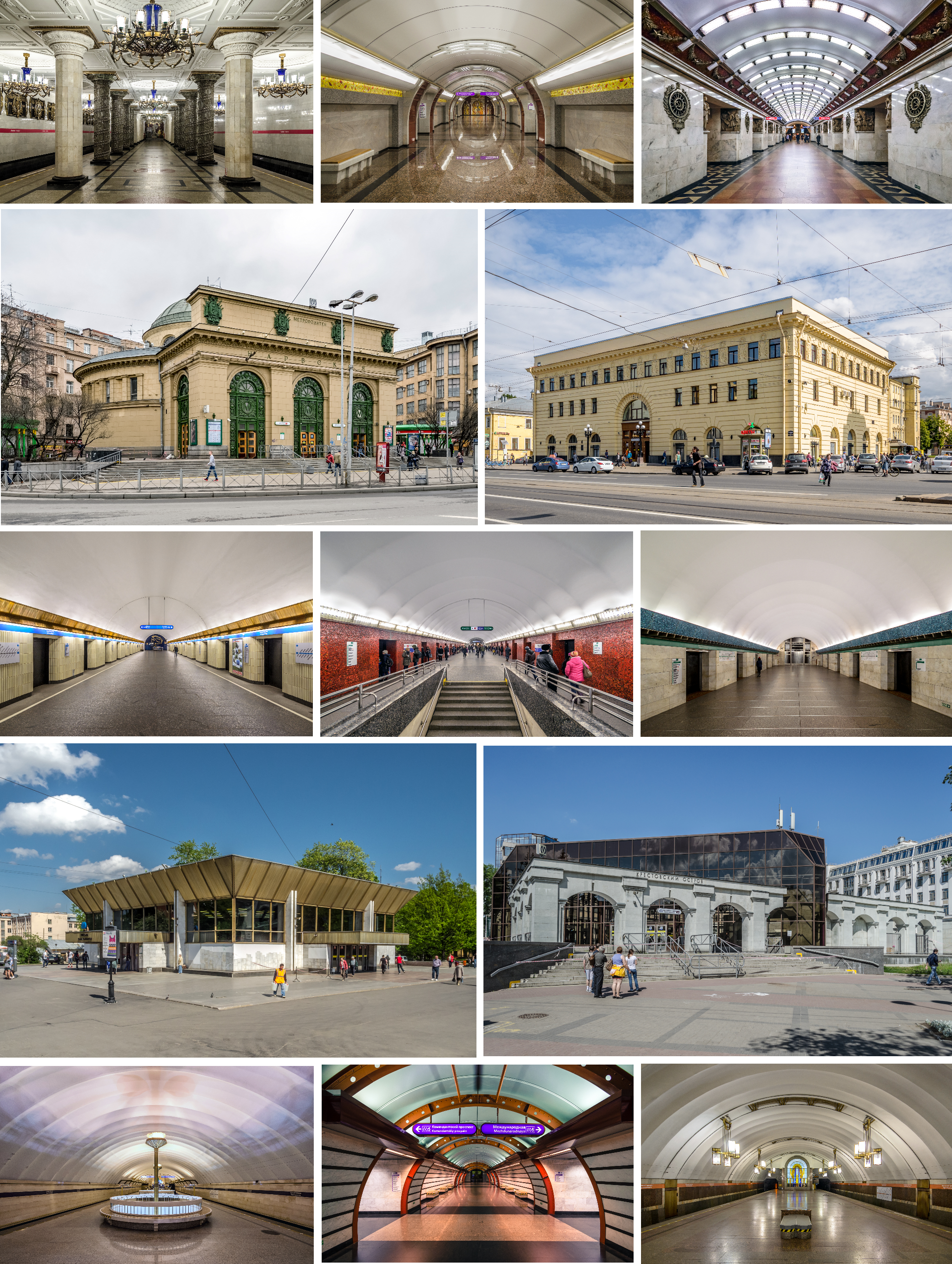
Metro SPB

## Linea 1
- Devjatkino (Девяткино)
- Graždanskij prospekt (Гражданский пр.)
- Akademičeskaja (Академическая)
- Politechničeskaja (Политехническая)
- Ploščad' Mužestva (Пл. Мужества)
- Lesnaja (Лесная)
- Vyborgskaja (Выборгская)
- Ploščad' Lenina (Пл. Ленина)
- Černyševskaja (Чернышевская)
- Ploščad' Vosstanija (Пл. Восстания)
- Vladimirskaja (Владимирская)
- Puškinskaja (Пушкинская)
- Technologičeskij institut I (Технологический институт)
- Baltijskaja (Балтийская)
- Narvskaja (Нарвская)
- Kirovskij zavod (Кировский забод)
- Avtovo (Автово)
- Leninskij prospekt (Ленинский пр.)
- Prospekt Veteranov (Пр. Ветеранов)

## Linea 2
- Parnas (Парнас)
- Prospekt Prosveščenija (Пр.Просвещения)
- Ozerki (Озерки)
- Udel'naja (Удельная)
- Pionerskaja (Пионерская)
- Čërnaja rečka (Черная речка)
- Petrogradskaja (Петроградская)
- Gor'kovskaja (Горьковская)
- Nevskij prospekt (Невский пр.)
- Sennaja Ploščad' (Сенная Пл.)
- Technologičeskij institut II (Технологический институт)
- Frunzenskaja (Фрунзенская)
- Moskovskie vorota (Московские ворота)
- Elektrosila (Электросила)
- Park Pobedy (Парк Победы)
- Moskovskaja (Московская)
- Zvezdnaja (Звездная)
- Kupčino (Купчино)

## Linea 3
- Primorskaja (Приморская)
- Vasileostrovskaja (Василеостровская)
- Gostinij Dvor (Гостиный Двор)
- Majakovskaja (Маяковская)
- Ploščad' Aleksandra Nevskogo-1 (Пл. Ал. Невского)
- Elizarovskaja (Елизаровская)
- Lomonosovskaja (Ломоносовская)
- Proletarskaja (Пролетарская)
- Obuchovo (Обухово)
- Rybackoe (Рыбацкое)

## Linea 4
- Spasskaja (Спасская)
- Dostoevskaja (Достоевская)
- Ligovskij prospekt (Лиговский Пр.)
- Ploščad' Aleksandra Nevskogo-2 (Пл. Ал. Невского)
- Novočerkasskaja (Новочеркасская)
- Ladožskaja (Ладожская)
- Prospekt Bolševikov (Пр. Большевиков)
- Ulica Dybenko (Ул. Дыбенко)

## Linea 5
- Komendantskij prospekt (Комендантский Проспект)
- Staraja Derevnja (Старая Деревня)
- Krestovskij ostrov (Крестовский Остров)
- Čkalovskaja (Чкаловская)
- Sportivnaja (Спортивная)
- Admiraltejskaja (Адмиралтейская)
- Sadovaja (Садовая)
- Zvenigorodskaja (Звенигородская)
- Obvodnyj kanal (Обводный канал)
- Volkovskaja (Волковская)
- Bucharesktskaja (Бухарестская)
- Meždunarodnaja (Международная)